# St. Michael (Rimbach)
St. Michael ist eine römisch-katholische Pfarrkirche in Rimbach, einer Gemeinde im Landkreis Cham.

## Geschichte
Im Pfarreienverzeichnis von 1326 wird Ryntpach als Seelsorgestelle aufgeführt. 1483 ist ein Hannsen Kreusel als Pfarrer von Rimpach belegt. Die erste Kirche, eine Holzkirche, wurde ein Opfter des Hussitensturmes. Die zweite, 1438 erbaut, brannte im Dreißigjährigen Krieg nieder. 1719 wurde die dritte Kirche, die heutige Pfarrkirche St. Michael erbaut. In den Jahren 1839 und 1917 wurden Restaurierungen durchgeführt und 1947 ein Umbau am Chor vorgenommen, um das Fassungsvermögen zu vergrößern. Der moderne Kirchenbau, den Willibald Haberl 1972 begann, ist ein Oktogon im steilen Satteldach, der Teile des alten Baus und den Turm integriert.
1878 wurde die Expositur Zenching errichtet; seit 1972 wird diese Seelsorgestelle durch den Pfarrer von Rimbach betreut. Heute existiert die Pfarreiengemeinschaft Rimbach-Grafenwiesen.
Das Besetzungsrecht übte bis in die erste Hälfte des 16. Jahrhunderts der Dekan von Cham aus, 1591–1613 die Inhaber der Hofmark Lichteneck bzw. Rimbach. 1621 übte der Bischof, 1682 bis 1810 das Domkapitel und 1821 bis 1918/28 der Landesherr das Besetzungsrecht aus.

## Beschreibung
Das Baudenkmal ist der Liste der Baudenkmäler in Rimbach (Oberpfalz) folgendermaßen beschrieben:

Katholische Pfarrkirche St. Michael: Saalbau mit Satteldach und Fassadenturm mit Zwiebelhaube, 1719, anstelle des Chores Anbau von 1972, mit Ausstattung.

Seelenkapelle, giebelständiger Satteldachbau mit verschindeltem Dachreiter, frühes 18. Jahrhundert; mit Ausstattung.

Friedhofsmauer, Granitbruchstein, 18. Jahrhundert.